# Ovidiu Gherman
Ovidiu Gherman (n. 1891, Brad – d. 1973, Arad) a fost un deputat în Marea Adunare Națională de la Alba Iulia, organismul legislativ reprezentativ al „tuturor românilor din Transilvania, Banat și Țara Ungurească”, cel care a adoptat hotărârea privind Unirea Transilvaniei cu România, la 1 decembrie 1918.

## Biografie
Ovidiu Gherman a fost profesor la Școalele Centrale Române greco-ortodoxe din Brașov (1913-1918). Înainte de 1918 a fost redactor la ziarul Glasul Ardealului. A decedat în 1973, în Arad. .